# 山嵐 (バンド)
山嵐（やまあらし）は、日本のバンド。神奈川県の湘南を拠点に活動。2002年4月に自身のバンドの自主レーベル「豪直球」を設立。

## 概要
- 最初はKORNのようなヘヴィメタルにラップを乗せるスタイルでバンドをやりたいと考えていたKOJIMAがデモテープを作成し、他のメンバーと意気投合したことがバンド発足のきっかけであった。
- バンド結成年の1996年当時は、KORNやRage Against the Machineが日本でもブレイクし始め、Limp Bizkitはまだデビュー前であった時期であったが、そんな中で日本でもラウドロックとラップの融合を実現させた“ミクスチャーロック”のオリジネーターのひとつと認識されている。[3]
- メンバーのほとんどが大酒飲みで知られており、出演するライブやイベント後の打ち上げは壮絶なものになるというのは、バンド仲間の間では有名。10-FEETは「見た目怖いけど、めっちゃきさく。でも後輩とかは『酒の席で山嵐さんおったら終わりや。特にTAKESHIさん』と言っている」と語っている。[4]
- 過去に2回、テレビ朝日系の音楽番組『ミュージックステーション』に出演した経験がある[5]。
- 般若、SHINGO☆西成、妄走族、OZROSAURUS、サイプレス上野とロベルト吉野などヒップホップアーティストからの支持も厚く、彼らのライブイベントでバックバンドを務めることも多い。
- 東日本大震災以降、江の島での開催が厳しくなった「湘南音祭」に替わり、武史が立ち上げ・運営に携わる男鹿ナマハゲロックフェスティバルを秋田県男鹿市で開催。毎回大トリを勤めている。

## 経歴
- 1996年結成、湘南エリアを中心に活動を始める。オリジナル・メンバーは、YOSHIAKI ISHII(Drums)、武史(Bass)、KAZI(Guitar)、KOJIMA(Vocal)、SATOSHI(Vocal)。
- 1997年6月、メガフォースより1stアルバム『山嵐』をリリース。
- 1999年には2ndアルバム『未体験ゾーン』をリリース。本作品ではラッパ我リヤとのフィーチャリングを果たし、後のコラボレーションアルバムリリースへのきっかけを作る。
- 2000年10月、麻波25のYUYA OGAWA(Guitar)が加入、現在の布陣となる。
- 2002年4月、メガフォースから独立、レーベル「豪直球」を設立。同年6月、シングル「山嶺」を皮切りにドリーミュージックからのリリースを開始。
- 2003年10月には、ラッパ我リヤや湘南乃風、ケツメイシの大蔵、MONGOL800のキヨサク、Leyona、MOOMINなど、彼らを支持する様々なジャンルのアーティストとのコラボレーションアルバム『COLORS WATER MUSIC』をリリース。2003年11月20日大阪ベイサイドジェニー、12月3日川崎クラブチッタで行われた、この作品に参加したアーティストが一堂に会したライブ映像に加え、ライブを迎えるまでのドキュメンタリーで綴った映像作品DVD『6 COLORS』もリリース。
- 2005年5月、主宰の人気野外イベントの布石となる「湘南音祭 Vol. 0」を開催。
- 結成10年目となる2006年には初めてのプロデューサーとして亀田誠治氏を迎え新境地を切り開いたアルバム『湘南未来絵図』をリリースした。
- 2006年7月には「湘南音祭  Vol. 0.9」を開催。横浜八景島シーパラダイスでの初野外開催となり、今や恒例の人気野外フェスと成長した。
- 2007年6月の「湘南音祭  Vol.1」は、かねてからの目標だった江の島の特設野外ステージで開催。翌週には横浜でも開催され、本イベント初となる2day開催となった。
- 2008年6月には、完全自主制作で自身のレーベル「豪直球」から、2年振りとなるアルバム「狼煙-NOROSHI-」をリリースする。
- 2010年2月にはポニーキャニオン内の先鋭レーベルKnife Edgeより、9作目となるアルバム「PRIDE」をリリース。
- 2011年8月にはレーベルを徳間ジャパンに移し、通算10作目となるアルバム「YAMABIKO」をリリース。
- 2011年11月には、結成15年目を記念し、この年開催が見送られた「湘南音祭」の番外編と題した東名阪でのライブイベントを展開。
- 2015年7月には、7人目のメンバーとして元THC!!のKAI_SHiNEの加入が決定したことを発表。
- バンド結成20周年を迎えた2016年7月、5年ぶり通算11枚目のオリジナルフルアルバム「RED ROCK」をリリース。
- 2019年4月、所属レーベルをHEY-SMITHらを抱えるCAFFEINE BOMB ORGANICSに移籍。7月には自身の名曲をリレコーディングしたベストアルバム「極上音楽集」をリリースするとともに、2019年～2020年にかけて全国ツアーを行うことを発表。

## メンバー
SATOSHI(本名：大竹聡、1977年 - ボーカル)
藤沢市出身。神奈川県立湘南台高等学校卒業。
KOJIMAと共に作詞を担当。
初期はKOJIMAとは対照的なハイトーンボイスでのラップが特徴だったが、お経を唱えるような高速ラップや語尾を引き伸ばす独特のパンチラインなど、他に類を見ないオリジナリティを確立している。
ライブでは全てのMCをこなす。軽快なフロウとは裏腹に、MCでの滑舌はいまいち。
ライブなどの予定が無い日には、KOJIMAらが経営するラーメン店の厨房で調理している。
KOJIMA(本名：小島直也、1977年 - ボーカル)
藤沢市出身。明治大学文学部卒業。
SATOSHIと共に作詞を担当。
初期はSATOSHIとは対照的なドスの効いた低音ボイスでのラップが特徴だったが、歌唱力の高さにも定評があり、メロディラインを強調した歌声や、近年ではハイトーンの高速ラップなど、様々な声色を操っている。
ライブではMCを全くこなさなかったが、2011年からMCをする姿が見られるようになった。
2012年11月、ソロデビューアルバム『CIRCUIT BREAKER』をリリース。
元レースクイーンでモデルの筑間はこべは高校時代の同級生。
2015年6月には、藤沢市内でラーメン店『らぁめん初代OKAWARI』を武史と共同で経営開始。
武史(本名：三森武史、1977年 - ベース)
藤沢市出身。藤沢市立御所見中学校卒業。
趣味はサーフィン。
自身が手掛けるブランド、ALLY & DIAでは、デザインとプロデュースを務めている。
RIZEのJESSEとはロサンゼルスで生活をともにしていたこともあり、着火マッチというバンドを結成していたことがある。
2011年6月、ソロプロジェクトALLY & DIAZ名義でアルバムをリリース。また、2013年5月にはALLY & DIAZⅡ名義での2ndアルバムリリースが決定した。
また、サイドプロジェクトにも積極的に参加。降谷建志のソロや、バンド形式となったOZROSAURUSにもメンバー参加している。
KAZI(本名：梶ヶ谷之宏、1977年 - ギター)
藤沢市出身。神奈川県立藤沢西高等学校卒業。
趣味はサッカー。
2007年に映画「893239（ヤクザ23区）」のテーマソングをプロデュースした。2012年頃より、サイドプロジェクトとしてChemical Bananaというバンドを始動している。
2023年6月17日、体調不良により当面の間ライブ活動を休止する事を発表。
YUYA OGAWA(本名：小川祐也、1977年6月1日 - ギター)
茅ヶ崎市出身。和光大学経済学部卒業。
趣味はスケートボード、絵。
元々は、デビュー当時からバンドの朋友ともいえる麻波25のメンバーだったが、2000年に山嵐に加入。
自身が手掛けるブランド・SIX STARS MOVEMENTでは、デザインとプロデュースを務めている。
Pay money To my PainのKと親交が深い。Kがディレクターを務めていたブランド・NINE MICROPHONESと自身のブランドとのコラボレーションはKの生前に約束をしていたが、2012年のKの急逝により実現が困難となった。しかし、有志により両ブランドのコラボレーションを2017年に実現させている。
一方、サイドプロジェクトも行っており、Sky & AirfieldやHateItOrLoveItといったバンドでもギターを勤めている。
YOSHIAKI ISHII(本名：石井芳明、1977年 - ドラムス)
藤沢市出身。平塚学園高等学校卒業。
趣味は散歩。
二児の父。
最近では、サイドプロジェクトとして、Green Shit-81やa!a!a!といったバンドでも活躍している。
2022年12月より、当面の間ライブ活動を休止する事を発表。
KAI_SHiNE(本名：高木海、1978年 - Maschine)
鎌倉市出身。
長髪を三つ編みに結っているのがトレードマーク。
THC!!時代から山嵐との交流は深く、山嵐主催のライブイベントでもDJ等を勤めていた。オリジナルメンバーの面々を「地元の怖い先輩」と呼んでいるが、SATOSHIはKAI_SHiNEのことを「地元の怖い後輩」と称している。MUNEHIROのサポートDJとして活動中。
小学生時代より携わってきた和太鼓打ちとして、HeavensDustといったバンドでも活動中。

## ディスコグラフィー

### シングル
|      | 発売日         | タイトル                                  | 規格品番  | 収録曲 | 備考                               |
| ---- | -------------- | ----------------------------------------- | --------- | --- | ---------------------------------- |
| 1st  | 1997年6月21日  | A NEW SPECIES                             | MFCA-9    | 1. UNDERSTAND / PINKPANTHERS 2. YOUR MIND / PINKPANTHERS 3. 山嵐 / 山嵐 4. 栄養 / 山嵐                                                                                   | PINKPANTHERSとのスプリットシングル |
| 2nd  | 1998年6月21日  | 予言                                      | MFCA-8001 | 1. 予言 2. インターバル | オリコン圏外                       |
| 3rd  | 1999年3月5日   | THE TIES OF LYCAON                        | MFCA-34   | 1. LOOP / 山嵐 2. SETTLEMENT / AGGRESSIVE DOGS 3. LYCAON / AGGRESSIVE DOGS                                                                                               | オリコン最高69位                   |
| 4th  | 2000年8月23日  | ブラックホール/ホログラム                 | MFCA-1053 | 1. ブラックホール 2. ホログラム | オリコン最高10位、登場回数7回      |
| 5th  | 2000年12月6日  | WIDE VISION                               | MFCA1057  | 1. WIDE VISION 2. スペーススクリューボール 3. NEXT ROUND ～依然ゆるぎない視点～                                                                                          | オリコン最高15位、登場回数7回      |
| 6th  | 2001年9月27日  | ヤマアラシイズム                          | MFCA-1067 | 1. ヤマアラシイズム 2. ボーダレスマインド 3. ノーストレスライフ feat.MOOMIN                                                                                              | オリコン最高22位、登場回数4回      |
| 7th  | 2002年6月19日  | 山嶺（いただき）                          | MUCD-5014 | 1. 山嶺 2. ファイヤボン 3. 峠 | オリコン最高35位                   |
| 8th  | 2003年10月22日 | La La singin' Music feat.Leyona           | MUCD-5043 | 1. La La Singin’ Music feat.Leyona【作詞:KOJIMA,SATOSHI,Leyona/作曲:山嵐,Leyona】 2. 空の上（DJ TANAKEN SGRemix）                                                        | オリコン最高113位                  |
| 9th  | 2003年12月3日  | 嵐2003 feat.ラッパ我リヤ/輪 feat.キヨサク | MUCD-5044 | 1. 嵐2003 feat.ラッパ我リヤ【作詞:KOJIMA,SATOSHI,山田マン,Q/作曲:山嵐】 2. 輪 feat.キヨサク【作詞:KOJIMA,SATOSHI,キヨサク/作曲:山嵐,キヨサク】 3. 山嶺（Mr.BEATS REMIX） | オリコン圏外                       |
| 10th | 2006年2月22日  | Go Your Way                               | MUCD-5090 | 1. Go Your Way【作詞:KOJIMA,SATOSHI/作曲編曲:山嵐,亀田誠治】 2. Monster Art【作詞:KOJIMA,SATOSHI/作曲編曲:山嵐】                                                         | オリコン最高138位                  |
| -    | 2015年7月3日   | Bom                                       | 配信限定  | 1. Bom | 格闘技団体 BOMオフィシャルテーマ曲 |
| -    | 2021年7月16日  | PAIN KILLER                               | 配信限定  | 1. PAIN KILLER |                                    |

### アルバム
|                                    | 発売日         | タイトル                    | 規格品番                              | 収録曲 | 備考                                                                             |
| ---------------------------------- | -------------- | --------------------------- | ------------------------------------- | --- | -------------------------------------------------------------------------------- |
| 1st                                | 1997年9月21日  | 山嵐                        | MFCA-12                               | | オリコン圏外                                                                     |
| 2nd                                | 1999年6月9日   | 未体験ゾーン                | MFCA-36                               | | オリコン最高15位、登場回数8回                                                    |
| 3rd                                | 2001年2月14日  | シックスメン                | MFCA-1058                             | | オリコン最高10位、登場回数10回                                                   |
| シングル集                         | 2001年11月28日 | 1997-2001 SINGLE COLLECTION | MFCA-1069                             | 1. 山嵐 2. 栄養 3. 予言 4. インターバル 5. LOOP 6. ブラックホール 7. ホログラム 8. WIDE VISION 9. スペーススクリューボール 10. NEXT ROUND ~依然ゆるぎない視点~ 11. ヤマアラシイズム 12. ボーダレスマインド (エンハンスド)「ヤマアラシイズム」PV | オリコン最高30位、登場回数3回                                                    |
| ベスト                             | 2002年5月22日  | スーパーベスト              | MFCA-1075                             | 1. BOXER’S ROAD 2. 踊狂、狂獣、炎 (DANCE,BEAST&FIRE) 3. 未体験ゾーン 4. 山嵐 5. 犯人 6. 未開’99 7. 予言 8. ホログラム 9. ブラック・ホール 10. WIDE VISION 11. ヤマアラシイズム 12. 未知のパーフェクション 13. スペーススクリューボール 14. LOOP | オリコン最高57位、登場回数3回                                                    |
| 4th                                | 2002年7月17日  | マウンテンロック            | MUCD-1059                             | 1. DREAM ON 2. RIDE ON MY WAY 3. KEEP THE LIFE BLOOD BURNING 4. ファイヤボン 5. 飛脚 6. パカパカ 7. なんなんなかなか 8. 自由人 9. ザバーンJAPAN 10. ぷくいち 11. 空の上 12. 送迎 13. モンスタァ 14. ザ ガンガンゴンゴン 15. 山嶺 16. NO CONTROL | オリコン最高22位、登場回数3回                                                    |
| ライブ                             | 2003年3月26日  | LIVE                        | MUCD-1069                             | 1. DREAM ON 2. RIDE ON MY WAY 3. DANCE,BEAST&FIRE 4. 山嶺 5. ファイヤボン 6. 飛脚 7. 自由人 8. 未知のパーフェクション～リール制御～NEXT ROUND～ヤマアラシイズム 9. なんなんなかなか 10. BOXER’S ROAD 11. 未体験ゾーン 12. スペーススクリューボール 13. LOOP 14. 山嵐 15. パカパカ 16. 空の上 | オリコン最高248位、登場回数3回                                                   |
| 5th                                | 2003年10月22日 | COLOR WATER MUSIC           | MUCD-1099                             | 1. Everyday Is A New Day feat.AKEEY 2. Do It!! Feat.NG HEAD 3. 足跡 feat.湘南乃風 4. La La Singin’ Music feat.Leyona 5. Walking Under The Sun feat.大蔵(ケツメイシ) 6. 嵐2003 feat.ラッパ我リヤ 7. No More War feat.UZI 8. Believe Me feat.HAB I SCREAM 9. Keep On Dancin’ feat.SELMON 10. 年中夢中 feat.BAMIUDA 11. Cause I Love You feat.MOOMIN 12. Stand Up Again feat.SOFFet 13. 輪 feat.キヨサク                   | 13組ものアーティストとのコラボレーション アルバムオリコン最高29位、登場回数7回   |
| Battle CD                          | 2005年2月23日  | 革命                        | MMUCD-1117                            | 1. 初陣 2. HEADBANG / 山嵐 3. Youth to Youth / 雷図 4. BLACKOUT / 山嵐 5. いろは江戸むらさき / 雷図 | 「山嵐vs雷図」名義 オリコン最高40位、登場回数4回                                 |
| 6th                                | 2005年4月6日   | アイテラス                  | MUCD-1119                             | 1. SOUL POWER 2. HANDS UP 3. FREEWAY 4. ONE FOR ALL feat.RINO LATINA II 5. HEADBANG 6. PASS THE PEACE 7. 豪直球 8. ストーム・P・ホールド 9. JAPANESE 10. 影 11. 阿口云 12. LIVIN’ WITH GREEN feat.KAYZABRO（DS455）& MOOMIN 13. 昇る夕陽 | オリコン最高56位、登場回数4回                                                    |
| 7th                                | 2006年5月17日  | 湘南未来絵図                | MUCD-8002:初回限定盤 MUCD-1139:通常盤 | 1. 未開の地から ‘06 2. Open The Gate 3. いつも矛盾の中に生まれる涙 4. 湘南未来絵図 5. 四季 ‘06 ～春～ 6. 押忍 7. 山嵐テクニカ 8. Back And Forth feat.565 & MASARU（妄走族） 9. Go Your Way 10. STYLE 11. The Earth 初回限定盤DVD 1. Go Your Way 2. 湘南未来絵図 3. HANDS UP/FREE WAY 4. HEADBANG 5. 嵐 2003 feat.ラッパ我リヤ 6. Do it !! feat. NG HEAD 7. La La Singin' Music feat.Leyona 8. DREAM ON 9. 山嶺 いただき | オリコン最高53位、登場回数3回                                                    |
| 8th                                | 2008年6月11日  | 狼煙 NOROSHI                | YAMAA-001                             | 1. Grow Up In The Dark 2. 火の鳥 3. 希望の鐘 4. 架け橋 5. スグココニ・・・ 6. FUJIYAMA feat. No.8 (Y×C×H×C) 7. Through The Never Style | オリコン最高136位                                                                |
| 9th                                | 2010年2月17日  | PRIDE                       | PCCA-03100                            | 1. Survivor [3:26] 2. PRIDE [4:07] 3. Ride with us [4:45] 4. CROWS [2:42] 5. Get Back [4:54] 6. 山Yeah!! [3:46] 7. Supermen [4:41] 8. people fly [3:57] 9. JUSTICE [3:47] 10. キリヒライター feat. 江藤良人 [3:23] 11. anytime, anywhere [4:06] | オリコン最高156位                                                                |
| 10th                               | 2011年8月31日  | YAMABIKO                    | TKCA-73677                            | 1. Future is now [3:10] 2. OVERDRIVE [3:18] 3. LINK UP feat. HAN-KUN (湘南乃風) & KAI-SHINE [3:58] 4. BE STRONG [3:35] 5. ROCK流刑地 [3:03] 6. 心眼 [3:28] 7. fellowship feat. JESSE (RIZE) & Kj (Dragon Ash) 8. BOXER’S ROAD (SONPUB remix) | オリコン最高175位                                                                |
|                                    | 2013年8月23日  | TYA (TomYumArashi)          | FTO-6960                              | 1. Roc N Roll Monster 2. Mash up Di party 3. Sansen Do It feat.NO.8 4. Crazy world 5. Life is good maybe... | 「TYA(TomYumSamurai & 山嵐)」名義。 トムヤムサムライとのコラボレーションアルバム |
| 11th                               | 2016年7月27日  | RED ROCK                    | COCP-39710                            | 1. THAT'S 2. 80 3. Rookie 4. HIBI 5. Blue Flame 6. GALAXY feat. KYONO,YAMADA (from T.C.L) 7. ストロボブレク 8. Hot Jump feat. JYU (from UZMK) 9. Risk On 10. チェックメイト 11. Rock'n Roll Monster |                                                                                  |
| リレコーディング・ベスト・アルバム | 2019年7月17日  | 極上音楽集                  | CBR-100                               | 1. 山嵐 2. BOXER'S ROAD 3. 山嶺 4. CROWS 5. HANDS UP 6. パカパカ 7. 未知のパーフェクション 8. WIDE VISION 9. 未体験ゾーン 10. HEADBANG 11. Go Your Way 12. BE STRONG 13. 希望の鐘 14. PRIDE 15. ホログラム 16. Anytime Anywhere |                                                                                  |

### DVD
|     | 発売日        | タイトル              | 規格品番  | 収録曲 | 備考         |
| --- | ------------- | --------------------- | --------- | --- | ------------ |
| 1st | 2000年6月28日 | 未体験ゾーンTOUR'99   | MFBA-1001 | 1. 未体験ゾーン 2. 孤独なスペース 3. 犯人 4. 逃亡生活 5. 山嵐 6. 跳 7. リール制御 8. 手の平のSHOW 9. BOXER’S ROAD 10. 財宝v 11. 嵐2000 11. LOOP | オリコン圏外 |
| 2nd | 2001年7月25日 | シックスメンツアー'01 | MFBA-1003 | 1. 山嵐 2. 踊狂獣炎（DANCE, BEAST & FIRE） 3. TOP OF THE GAME 4. 逃亡生活 5. ハイグレードガイダンス 6. スペーススクリューボール 7. 未知のパーフェクション 8. Good Dream 9. NEXT ROUND 10. ホログラム 11. 未体験ゾーン 12. WIDE VISION 13. We just jammin’ 14. YAMAARA-C-HEAD feat.CORN HEAD | オリコン圏外 |
| 3rd | 2002年3月27日 | FILM COLLECTION       | MFBA-1004 | 1. 山嵐 2. BOXER’S ROAD 3. 予言 4. LOOP 5. 犯人 6. ホログラム 7. WIDE VISION 8. スペーススクリューボール 9. 未知のパーフェクション 10. YAMAARA-C-HEAD 11. ヤマアラシイズム | オリコン圏外 |
| 4th | 2004年6月23日 | 6 COLORS              | MUBD-1008 | 1. 山嵐 2. 年中夢中 feat.BAMIUDA 3. Do It!! Feat.NG HEAD 4. 嵐2003 feat.ラッパ我リヤ 5. Everyday Is A New Day feat.AKEEY 6. No More War feat.UZI 7. Believe Me feat.HAB I SCREAM 8. La La Singin’ Music feat.Leyona 9. Believe Me feat.HAB I SCREAM 10. Walking Under The Sun feat.大蔵 11. Cause I Love You feat.MOOMIN 12. Walking Under The Sun feat.大蔵 13. 未知のパーフェクション 14. パカパカ 15. Stand Up Again feat.SOFFet 16. Keep On Dancin’ feat.SELMON 17. 足跡 feat.湘南乃風 18. 輪 feat.キヨサク 19. 未体験ゾーン 20. LOOP | オリコン圏外 |

### 参加作品
- 麻波25「EARLY BEST」（2002年7月24日）

9.HEY DAY-Feat SATOSHI,KAZI From 山嵐
- MOOMIN「NATURAL HIGH」（2002年7月24日）

6.Cause I Love You featuring 山嵐
- 湘南乃風「応援歌/風」（2004年3月3日）

3.Wild Speed～山嵐Remix～
- Fly☆81「Make You Smile」（2004年6月23日）

7.Hope feat.SATOSHI from 山嵐
- MOOMIN「夏キラキラ」（2005年5月25日）

2.LIVIN' WITH GREEN / 山嵐 feat.KAYZABRO(DS455)&MOOMIN
- ORANGE RANGE「ИATURAL」（2005年10月12日）

10.盃Jammer
- UZI「美髯公」（2006年8月23日）

3.JUMP feat.山嵐
- AGGRESSIVE DOGS「蒼き餓狼-Aoki Garou-」（2009年4月8日）

10.loud feat. KOJIMA & SATOSHI（山嵐）,Kj (Dragon Ash),アイニ (DATASPEAKER),Q (ラッパ我リヤ),KO-JI ZERO THREE(GNz-WORD),黒兄,金子ノブアキ (RIZE)
- ウイニングイレブンコンピレーションアルバム「WE LOVE WE」（2006年6月14日）

8.ミラクルウイニングロード
- Dragon Ash「SPIRIT OF PROGRESS E.P.」（2010年11月3日）

1.ROCK BAND feat. SATOSHI, KO-JI ZERO THREE
- 黒夢トリビュートアルバム「FUCK THE BORDER LINE」（2011年2月9日）

10.BEAMS / 山嵐 feat.MOOMIN
- GuitarFreaks & DrumMania XG3　（2012年2月23日）

Freaky Technique / ALLY & DIAZ Feat. KOJIMA & SATOSHI（山嵐）
- ラッパ我リヤ「ULTRA HARD」（2017年3月29日）

11.暗闇の中ラストマンスタンディングfeat.KOJIMA（山嵐）
- ヒプノシスマイク「MAD TRIGGER CREW VS 麻天狼」（2018年11月14日）

M1.DEATH RESPECT（作詞 - KOJIMA / 作曲・編曲 - 山嵐）

## ミュージックビデオ
| 監督       | 曲名 |
| KANAMEDIA  | 「PRIDE」 |
| 谷口慎太郎 | 「未知のパーフェクション」 |
| 中井泰太郎 | 「WIDE VISION」「ホログラム」 |
| 泰太郎     | 「嵐2003」「Do It!!」「La La Singin' Music」「Go Your Way」「HANDS UP / FREEWAY from album「アイテラス」」「HEADBANG (完全同時録音 Ver.)」「ヤマアラシイズム」「山嶺(いただき)」「湘南未来絵図」 |
| 不明       | 「BOXERS ROAD」「LOOP」「YAMAARA-C-HEAD featuring CORN HEAD」「スペーススクリューボール」「山嵐」「犯人」「予言」「希望の鐘」                                                                    |

## タイアップ
| 曲名        | タイアップ                                   |
| ----------- | -------------------------------------------- |
| Go Your Way | アニメ「THE FROGMAN SHOW」エンディングテーマ |

## 主なライブ

### ワンマンライブ・主催イベント
- 1999年 - 未体験ゾーンTOUR'99
- 2001年 - 山嵐 ～シックスメンツアー～
- 2001年 - 山嵐 ～ヤマアラシイズムツアー～
- 2002年・2003年 - 山嵐 "マウンテンロック・ツアー2002→2003"
- 2008年 - 山嵐狼煙ツアー 2008
- 2010年 - 山嵐 "PRIDE" TOUR 2010
- 2017年 - 山嵐 20th Anniversary ～RED ROCK TOUR～
- 2019年・2020年 - 山嵐「極上音楽集」ツアー2019～2020

### 出演イベント
- 2001年07月28日 - FUJI ROCK FESTIVAL '01
- 2001年08月04日 - ROCK IN JAPAN FESTIVAL 2001
- 2002年08月10日 - Sky Jamboree 2002 ～one pray in nagasaki～
- 2002年08月11日 - ROCK IN JAPAN FESTIVAL 2002
- 2002年08月16日 - RISING SUN ROCK FESTIVAL 2002 in EZO
- 2002年09月16日 - RABAKI ROCK CIRCUIT 2002 多賀城SUNSET
- 2003年08月23日 - 音楽と髭達 2003
- 2003年12月30日 - COUNTDOWN JAPAN 03/04
- 2005年02月20日 - ORANGE RANGE presents テレビズナイト005
- 2005年05月28日 - 湘南音祭 Vol.0
- 2005年06月11日 - MIYAKO ISLAND ROCKFESTIVAL 2005
- 2005年09月03日 - 音楽と髭達 2005
- 2005年12月22日 - 湘南音祭 Vol.0.5
- 2006年06月24日 - MIYAKO ISLAND ROCKFESTIVAL 2006
- 2006年07月09日 - 湘南音祭 Vol.0.9
- 2006年08月18日 - RISING SUN ROCK FESTIVAL 2006 in EZO
- 2007年06月30日・07月07日 - 湘南音祭 Vol.1
- 2007年11月25日 - OGA NAMAHAGE ROCK FESTIVAL VOL.0
- 2008年06月28日 - 湘南音祭 Vol.2
- 2009年06月13日 - MIYAKO ISLAND ROCKFESTIVAL 2009
- 2009年07月04日 - 湘南音祭 Vol.3
- 2009年10月03日 - What a Wonderful World!!
- 2009年10月24日 - OGA NAMAHAGE ROCK FESTIVAL VOL.0.99
- 2010年02月21日 - 9mm Parabellum Bullet 命ノゼンマイ大巡業
- 2010年06月26日 - MIYAKO ISLAND ROCKFESTIVAL 2010
- 2010年07月03日 - 湘南音祭 Vol.4
- 2010年07月11日 - 京都大作戦2010～今年も子供に戻りな祭～
- 2010年07月24日 - OGA NAMAHAGE ROCK FESTIVAL VOL.1
- 2011年05月06日 - ～豪直球 & Club Lizard presents～ 裏路地
- 2011年07月30日 - OGA NAMAHAGE ROCK FESTIVAL VOL.2
- 2012年02月26日 - DEVILOCK NIGHT THE FINAL
- 2012年06月17日 - SAIKOH!!Vol.9
- 2012年07月18日 - PUNKLOID × RED LINE TAG FES NO BLUR CIRCUIT 2012
- 2012年07月28日 - OGA NAMAHAGE ROCK FESTIVAL VOL.3
- 2012年10月05日 - 昭和レコードTOUR SPECIAL 2012 × SHINGO★西成「ブレない」Release Party
- 2012年10月27日 - 湘南音祭 Vol.4.5
- 2012年10月28日 - 昭和レコードTOUR SPECIAL 2012
- 2013年07月27日 - OGA NAMAHAGE ROCK FESTIVAL VOL.4
- 2013年09月14日 - 湘南音祭 ～横浜BLITZ THE FINAL～
- 2014年03月16日 - The BONEZ Astro Tour 2014
- 2014年07月19日 - 神奈川祭 2014
- 2014年07月27日 - OGA NAMAHAGE ROCK FESTIVAL VOL.5
- 2014年10月13日 - BAYROCK 2014
- 2014年12月27日 - THA GREENDAYZ 2014 III vol.24
- 2015年05月02日 - BLACK PARTY -PRIVILEGE SENDAI 2nd ANNIVERSARY-
- 2015年07月26日 - OGA NAMAHAGE ROCK FESTIVAL VOL.6
- 2015年09月26日 - TOWER RECORDS presents Bowline 2015 curated by Dragon Ash & TOWER RECORDS
- 2015年12月06日 - HAZIKETEMAZARE FESTIVAL 2015
- 2015年12月26日 - Z 25th Anniversary Party
- 2016年02月11日・02月12日 - KNOCK OUT MONKEY TOUR 2016 “RAISE A FIST”
- 2016年02月28日 - Crystal Lake CHAMPIONSHIP TOUR 2016
- 2016年05月21日 - HOTDOGPARTY VOL.6
- 2016年05月29日 - 山嵐 & F.A.D 20th Annicersary ～ 裏路地
- 2016年06月10日 - UZMK & UNIONWAY Presents "Poisondelic Flavors" ～INSOLENCE JAPAN TOUR 2016～
- 2016年06月11日 - UZMK & UNIONWAY Presents "Poisondelic Flavors" ～INSOLENCE JAPAN TOUR 2016～
- 2016年06月12日 - UZMK & UNIONWAY Presents "Poisondelic Flavors" ～INSOLENCE JAPAN TOUR 2016～
- 2016年07月16日 - ドラゴンフェスティバル2016
- 2016年07月29日 - OGA NAMAHAGE ROCK FESTIVAL 前夜祭 ～ONRF ADDICTS
- 2016年07月31日 - OGA NAMAHAGE ROCK FESTIVAL VOL.7
- 2016年09月02日 - SHADOWS JAPAN TOUR 2016
- 2016年09月09日 - King Chimera ～ 2016.MIXTURE IS BACK!!～ -大阪公演-
- 2016年09月20日 - King Chimera ～ 2016.MIXTURE IS BACK!!～ -東京公演-
- 2016年10月09日 - KAPPUNK
- 2016年10月10日 - Xmas Eileen ONLY THE BEGINNING TOUR
- 2016年10月15日 - HEY-SMITH STOP THE WAR 47都道府県 TOUR
- 2016年10月23日 - 山嵐vsマイナーリーグ ダブル20周辺記念スペシャルライブ
- 2016年11月06日 - MONGOL800 ga FESTIVAL “What a Wonderful World!! 16”
- 2016年12月04日 - SKULLSHIT 20th ANNIVERSARY 骸骨祭り
- 2016年12月24日 - ROTTENGRAFFTY presents ポルノ超特急2016
- 2017年05月20日 - Chimera Games Vol.3
- 2017年07月02日 - DEAD POP FESTiVAL 2017
- 2016年07月30日 - OGA NAMAHAGE ROCK FESTIVAL VOL.7
- 2017年08月05日 - hide presents MIX LEMONeD JELLY 2017
- 2017年08月18日 - UZMK presents.『King Chimera』～アメリカ村DROP 14th ANNIVERSARY～
- 2017年09月24日 - YONEZAWA ROCK FES
- 2017年10月07日 - STOMPIN'NITE -returns- 2017
- 2017年10月08日 - 駄悪×STOMPIN'NITE
- 2017年10月09日 - FUCK YOU HEROES
- 2017年11月10日 - CAFFEINE BOMB TOUR 2017
- 2017年11月12日 - KNOCK OUT MONKEY TOUR 2017 "HELIX"
- 2017年11月29日 - AMBITIOUS!! Episode 36
- 2018年04月28日 - UZMK presents. Mixed Metal Tape vol.0
- 2018年05月06日 - STOMP the SCIENCE
- 2018年07月29日 - OGA NAMAHAGE ROCK FESTIVAL VOL.9
- 2018年08月26日 - Fight! inお台場
- 2018年09月16日 - TRUE NORTH FESTIVAL 2018
- 2018年09月17日 - OSAKA HAZIKETEMAZARE FESTIVAL 2018 AFTER PARTY
- 2018年09月30日 - YONEZAWA ROCK FES 2018
- 2018年10月11日 - パノラマパナマタウン presents『渦：渦』
- 2018年10月20日 - 『NeighborFood』大阪
- 2018年10月21日 - ROS presents LIVE TOUR 2018
- 2018年10月26日 - PRAISE “SAISHIN GA SAIKYO TOUR” FINAL
- 2018年10月27日 - 『NeighborFood』東京
- 2018年10月28日 - Crossfaith WORLD TOUR 2018 : JAPAN?
- 2018年11月04日 - MONGOL800 ga FESTIVAL “What a Wonderful World!! 18”
- 2018年11月23日 - CORE
- 2018年11月27日 - STOMP the SCIENCE vol.3
- 2018年12月07日 - UZMK presents.『KiNG CHiMERA』
- 2018年12月12日 - Dragon Ash LIVE TOUR 「UNITED FRONT」